# III Giochi asiatici
I III Giochi asiatici si disputarono a Tokyo, Giappone, dal 24 maggio al 1º giugno 1958.

## Medagliere
| #      | Nazione         | Oro | Argento | Bronzo | Totale |
| ------ | --------------- | --- | ------- | ------ | ------ |
| 1      | Giappone        | 67  | 42      | 30     | 139    |
| 2      | Filippine       | 9   | 19      | 21     | 49     |
| 3      | Corea del Sud   | 8   | 7       | 12     | 27     |
| 4      | Iran            | 7   | 14      | 11     | 32     |
| 5      | Taiwan          | 6   | 11      | 17     | 34     |
| 6      | Pakistan        | 6   | 11      | 9      | 26     |
| 7      | India           | 5   | 4       | 4      | 13     |
| 8      | Vietnam del Sud | 2   | 0       | 3      | 5      |
| 9      | Birmania        | 1   | 2       | 1      | 4      |
| 10     | Singapore       | 1   | 1       | 2      | 4      |
| 11     | Ceylon          | 1   | 0       | 1      | 2      |
| 12     | Thailandia      | 0   | 1       | 3      | 4      |
| 13     | Hong Kong       | 0   | 1       | 1      | 2      |
| 14     | Indonesia       | 0   | 0       | 6      | 6      |
| 15     | Malaysia        | 0   | 0       | 3      | 3      |
| 16     | Israele         | 0   | 0       | 2      | 2      |
| Totale | Totale          | 113 | 113     | 127    | 353    |

## Risultati
- Nuoto
- Pallacanestro
- Pallanuoto